# 松井良樹
松井 良樹（まつい よしき）は、日本の元子役。
主に1980年代前半、テレビドラマで活躍した。

## 出演作品
テレビドラマ
- Gメン'75 - 第189話「危機一髪！お年玉爆弾カメラ」（1979年、TBS）
- 俺はあばれはっちゃく - 第51話「帰れ鬼ッ子マルヒ作戦」（1980年、テレビ朝日）
- 土曜ワイド劇場「名探偵雅楽三度登場！幽霊劇場殺人事件」（1980年、テレビ朝日） -  松次郎 役
- 猿飛佐助 - 第8話「母君救出作戦 八丁跳び」（1980年、日本テレビ）
- 日立スペシャル「曠野のアリア」（1980年、TBS）
- 俺はご先祖さま - 第7話「UFOは愛の救急車」（1982年、日本テレビ）
- 大江戸捜査網 第5シリーズ - 第125話「隠密大殺陣 母に別れを」（1982年、テレビ東京）
- ザ・サスペンス「日本一周「旅号」殺人事件」（1983年、TBS）
- 宇宙刑事シリーズ（テレビ朝日）
  - 宇宙刑事ギャバン - 第13話「危うし烈！大逆転」（1982年） -  香月なおや 役
  - 宇宙刑事シャリバン - 第39話「人形は知っている イガ戦士の心の傷を」（1983年） -  ジム（少年時代） 役
  - 宇宙刑事シャイダー - 第2話「踊れペトペト！」（1984年） -  サチオ 役